# Singosari (Ambal)
Singosari is een bestuurslaag in het regentschap Kebumen van de provincie Midden-Java, Indonesië. Singosari telt 1563 inwoners (volkstelling 2010).